# 須賀川市立義務教育学校稲田学園
須賀川市立義務教育学校稲田学園（すかがわしりつ　ぎむきょういくがっこう　いなだがくえん）は、福島県須賀川市にある公立義務教育学校。

## 沿革
- 2018年 - 須賀川市立稲田小学校、稲田中学校が統合し、施設一体型小中一貫校として稲田学園が開校する[1]。
- 2021年 - 須賀川市立義務教育学校稲田学園となる。

## 行事
参照

### 4月
- 入学式
- 1年生(小学校1学年に相当)を迎える会
- 9年生(中学校3学年に相当)修学旅行

### 5月
- 児童生徒会総会
- 運動会
- 交通安全鼓笛パレード

### 6月
- 6年生(小学校6学年に相当)修学旅行
- 4・5年(小学校4・5年に相当)宿泊学習
- 7・8年(中学校1・2年に相当)職場体験

### 7月
- 授業参観・引き渡し訓練・親子球技大会
- 1学期終業式

### 8月
- サマースクール（長期休業学習会）
- 地区音楽祭（合唱）
- 2学期始業式
- 小中合同ボランティア活動

### 9月
- 1～3年見学学習
- 7・8年学習旅行
- 地区音楽祭（合奏）

### 10月
- 秋華祭
- 松明製作(松明あかしの為)

### 11月
- 松明あかし

### 12月
- 授業参観・教育講演会
- 2学期終業式
- ウインタースクール（長期休業学習会）

### 1月
- 3学期始業式

### 2月
- 授業参観
- 児童生徒会総会

### 3月
- 9年生を送る会
- 中学校卒業式
- 小中修了式
- 小学校卒業式
- 小中離任式

## 部活動
参照

### 小学部特設部
- 陸上部
- 合唱部
- 水泳部

### 中学部常設部
- 野球部
- 卓球部
- ソフトテニス部
- バドミントン部
- 音楽部
- 美術部

### 中学部特設部
- 陸上部
- 合唱部
- 駅伝部

## 周辺
- 須賀川市立稲田幼稚園
- 須賀川市立稲田コミュニティセンター
- 岩渕公民館